# Chelodina rugosa
Chelodina rugosa – gatunek żółwia z rodziny matamatowatych (Chelidae) i podrzędu żółwi bokoszyjnych. Zamieszkuje północną Australię i południową Nową Gwineę.

## Historia taksonu
Gatunek ten ma dość zawiłą historię taksonomiczną. W 1841 roku John Edward Gray zilustrował i opisał nowy gatunek żółwia z zachodniej Australii, nadając mu nazwę Chelodina oblonga. W 1889 roku Boulenger zsynonimizował takson Chelodina colliei Gray, 1856 z Australii południowo-zachodniej z Chelodina oblonga, a jednocześnie uznał, że gatunek ten występuje także w Australii północnej. Przez wiele lat uważano zatem, że w północnej i zachodniej Australii jest jeden gatunek. W 1967 roku Goode oddzielił gatunek z północy Australii (dla którego użył nazwy Chelodina siebenrocki wprowadzonej przez Wernera dla populacji z Nowej Gwinei) od gatunku z Australii południowo-zachodniej (dla którego zastosował nazwę Chelodina oblonga). Już osiem lat później stwierdzono, że nazwa Chelodina rugosa J.D. Ogilby, 1890 miała pierwszeństwo przed Chelodina siebenrocki i przez wiele kolejnych lat tą nazwą posługiwano się w odniesieniu do tego gatunku. W 2000 roku Thomson w oparciu o pewne cechy morfologiczne uznał, że holotyp Chelodina oblonga był w rzeczywistości Chelodina rugosa, a za miejsce typowe Chelodina oblonga uznał Port Essington w Terytorium Północnym; w związku z tym autor ten w 2006 roku złożył petycję do ICZN w celu zachowania obecnie ugruntowanej nazwy Chelodina rugosa. Ta petycja została ostatecznie odrzucona z zaleceniem wykorzystania zasady priorytetu do ustalenia nazw, stąd nazwa Chelodina oblonga miała być poprawną nazwą tego gatunku. Niedawne badania mitochondrialnego DNA okazów typowych (Kehlmaier i in., 2019) wykazały jednak, że okaz uznany za holotyp Chelodina oblonga najprawdopodobniej nie może nim być. Został najwyraźniej zebrany w północnej Australii i jako taki opisał go Gray, używając cech charakterystycznych dla gatunków północnych. Jednakże genomika sugeruje, że pochodzi z Perth, co budzi wątpliwości, czy nieoznakowany okaz zilustrowany przez Graya w 1841 był w rzeczywistości tym samym, co okaz opisany. W związku z tym nazwa Chelodina rugosa została przywrócona dla gatunku z północy Australii, Chelodina oblonga uznana została za nomen dubium, czyli bezużyteczną, zaś dla gatunku z południowo-zachodniej Australii autorzy przywrócili nazwę Chelodina colliei. Jednakże w 2020 roku Shea i in. opublikowali wyniki analizy, przywracając nazwę Chelodina oblonga dla populacji z południowo-zachodniej Australii, nazwę Chelodina colliei traktując jako jej młodszy synonim.
Niektórzy uznają podgatunki tego gatunku, zasadniczo warianty geograficzne o wątpliwym znaczeniu. Są to jednak Chelodina (Chelydera) rugosa z Queenslandu i Chelodina (Chelydera) siebenrocki z Nowej Gwinei.

## Rozmnażanie
Podobnie jak wszystkie żółwie, gatunek ten jest jajorodny. Jednak w przeciwieństwie do innych żółwi gatunek ten składa jaja pod wodą. Aborygeni posiadali wiedzę na temat tych zachowań reprodukcyjnych od wielu pokoleń, ale pierwszy naukowy raport został opublikowany przez Kennetta i in. w 1993 roku. Żółwie wykopują gniazda w miękkim podłożu w zbiornikach wolno płynącej słodkiej wody pod koniec pory deszczowej (australijskie lato, grudzień–kwiecień). W płytkiej wodzie (<2 m) zakopywane są średnio 12 jaja pod warstwą osadu o głębokości 6–20 cm. W miarę upływu pory suchej i opadania wód gniazda w końcu wysychają i dopiero wtedy – gdy dostępny jest tlen atmosferyczny – zarodki w jajach wznawiają wzrost. Wykazując strategię reprodukcyjną niemal wyjątkową wśród gadów, zarodki C. rugosa mogą przetrwać co najmniej 12 tygodni zanurzenia. Młode pojawiają się po około 70 dniach od wznowienia rozwoju.

## Galeria

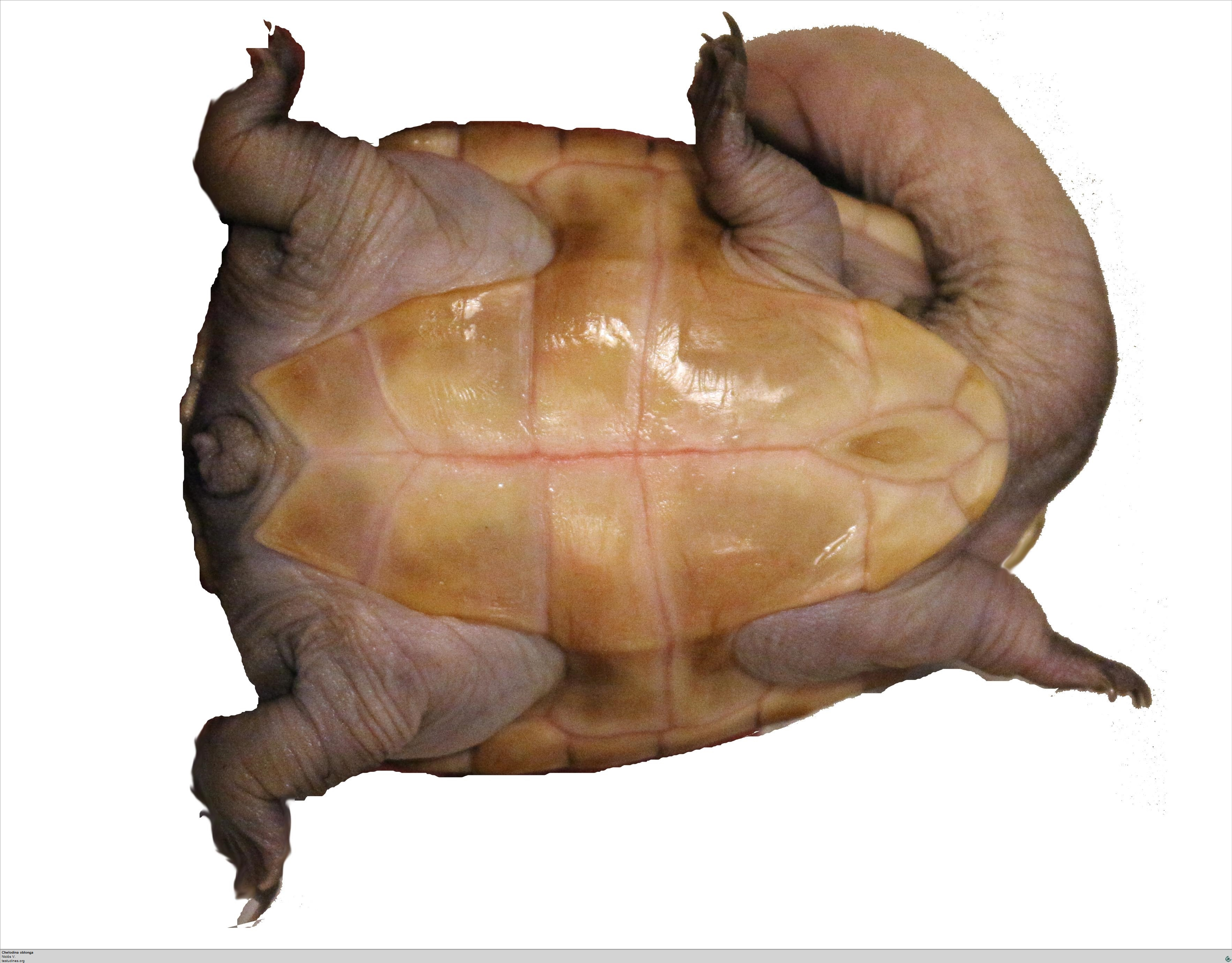
plastron
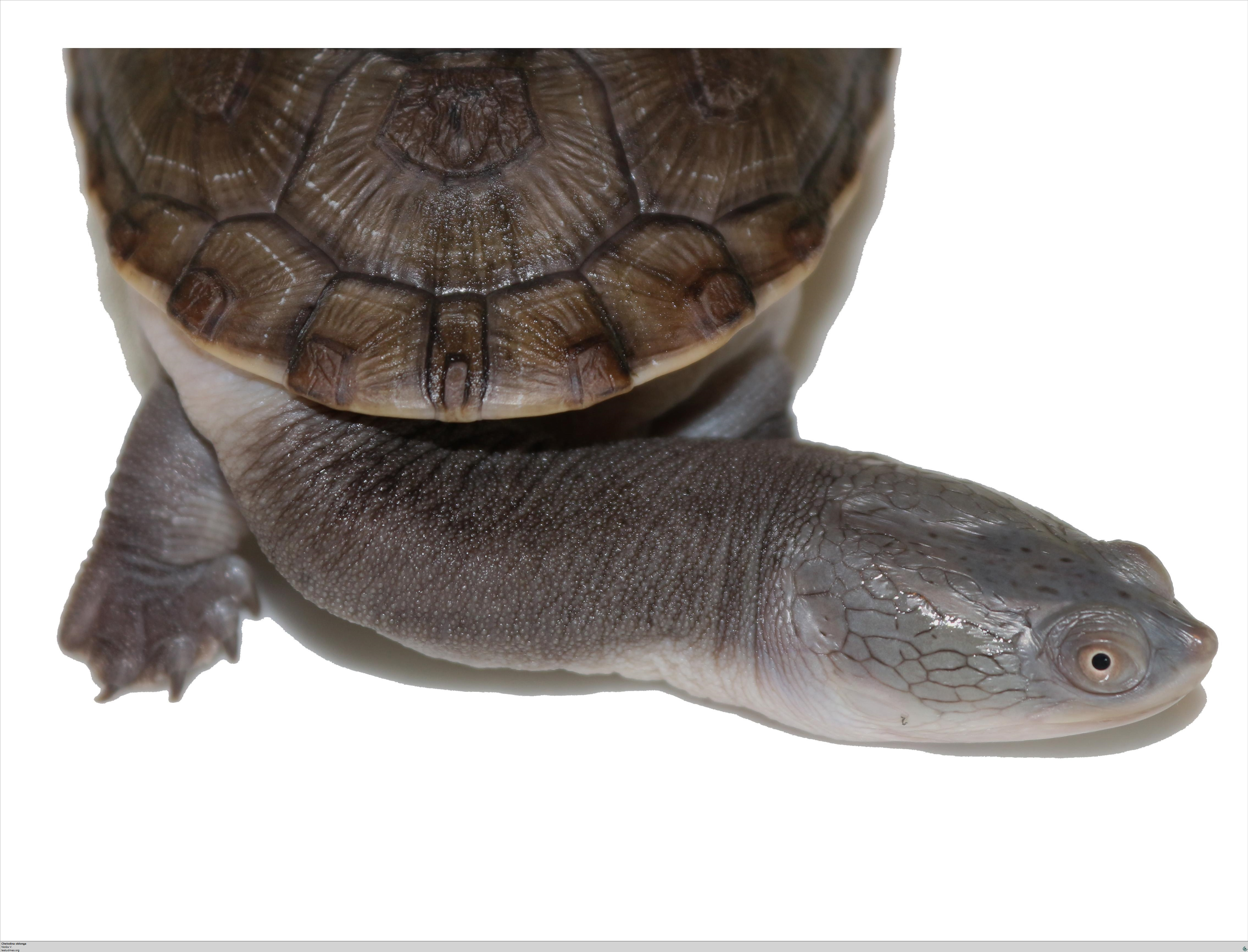
szyja z głową
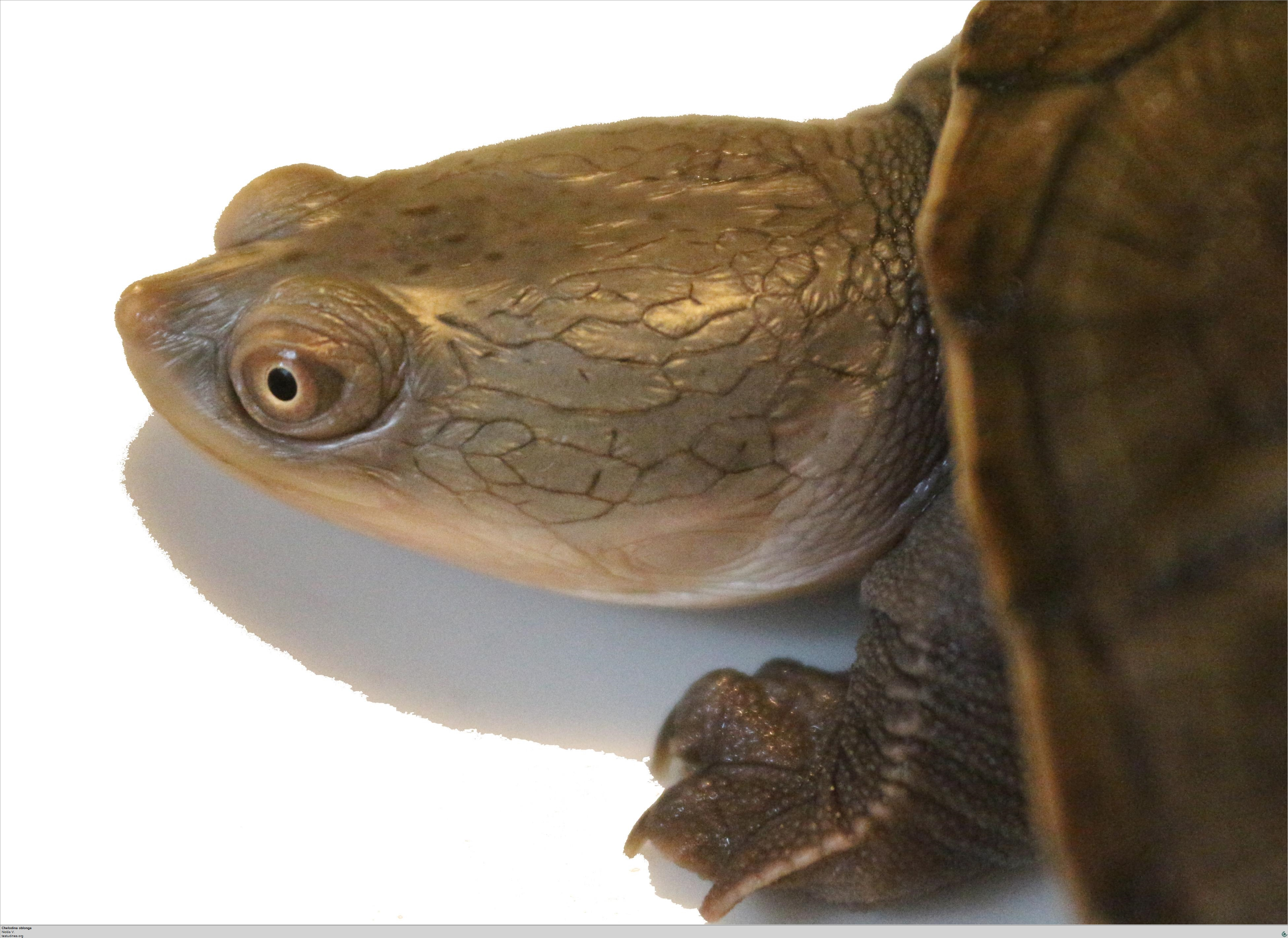
głowa
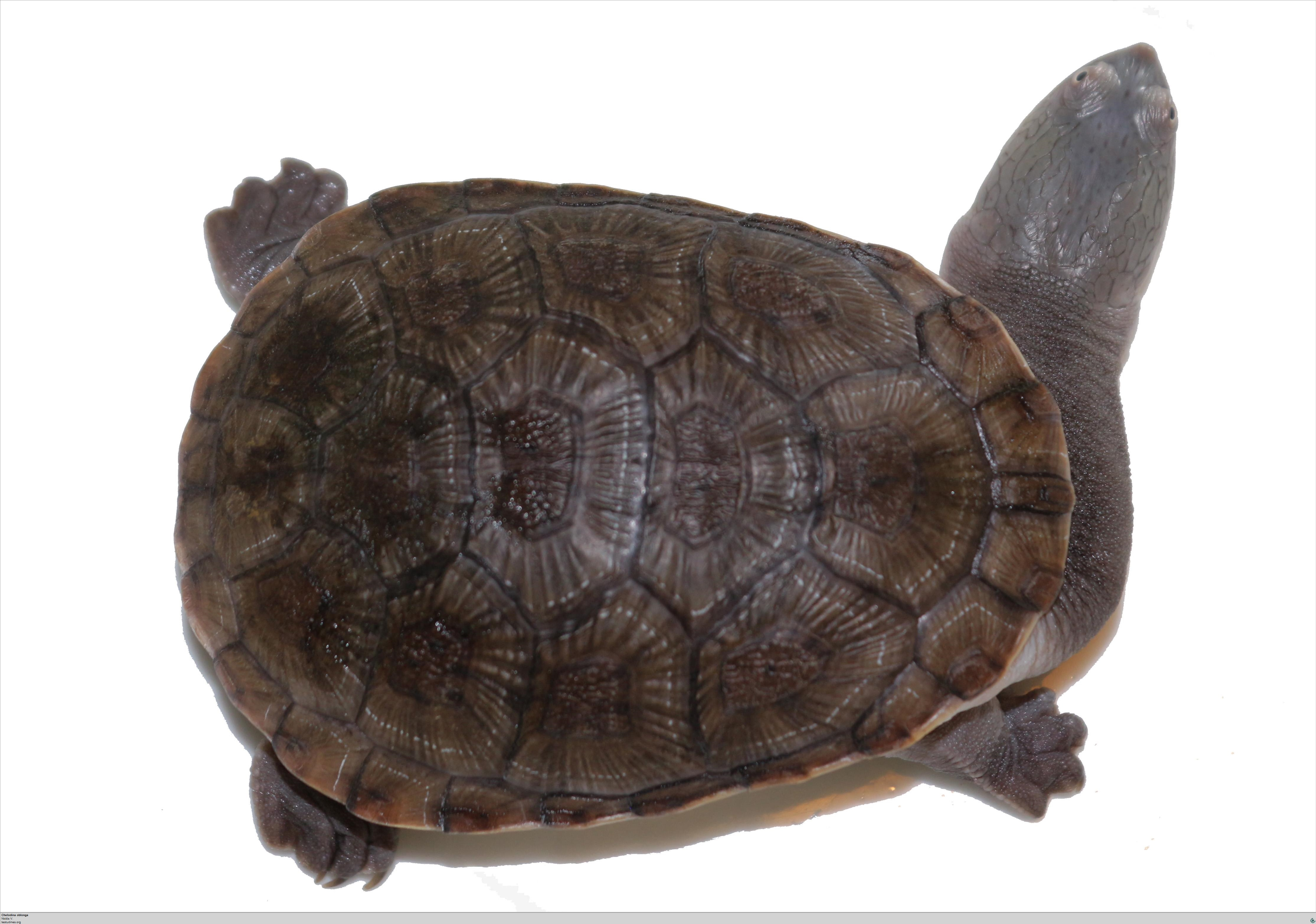
karapaks
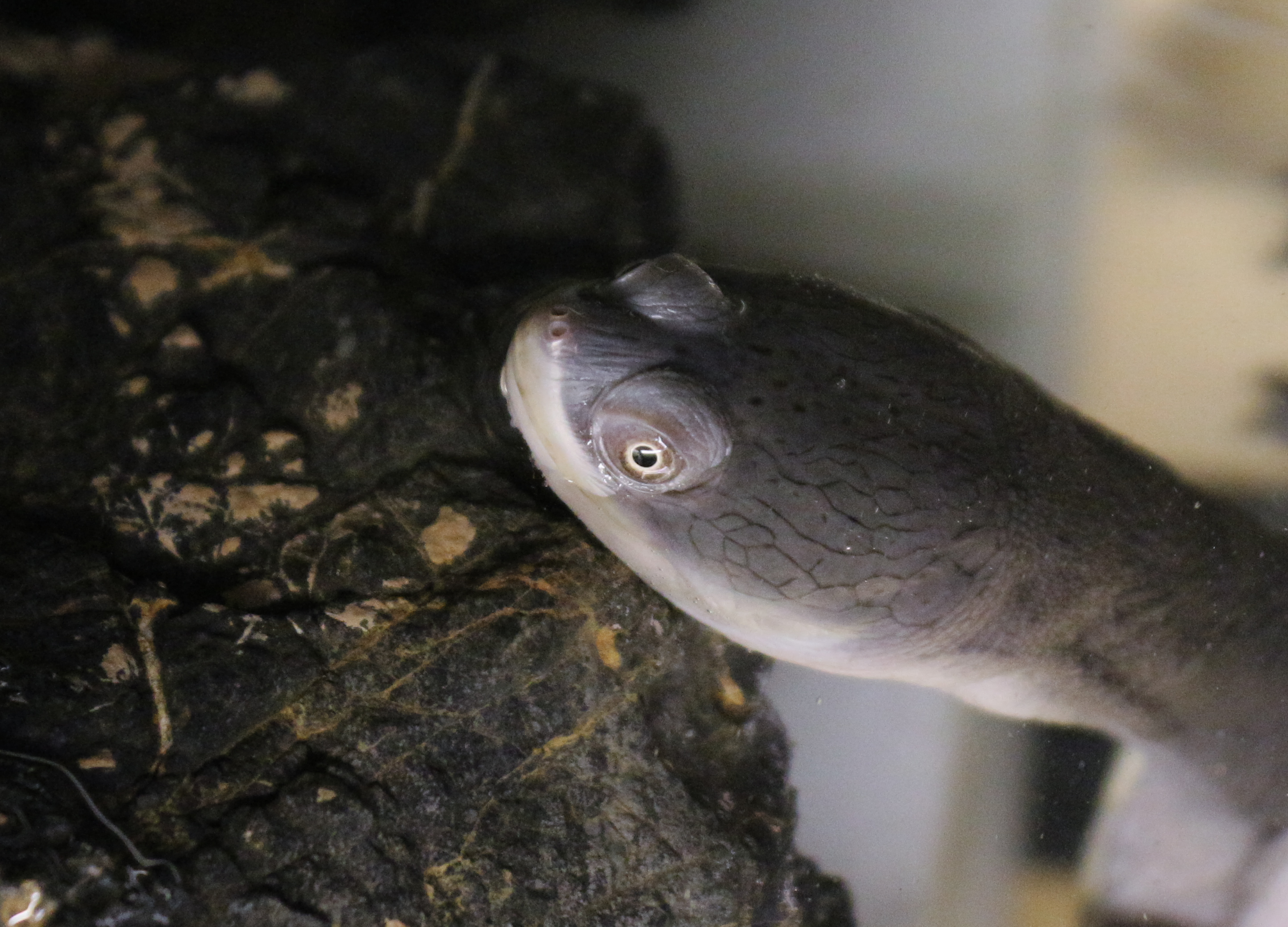
głowa
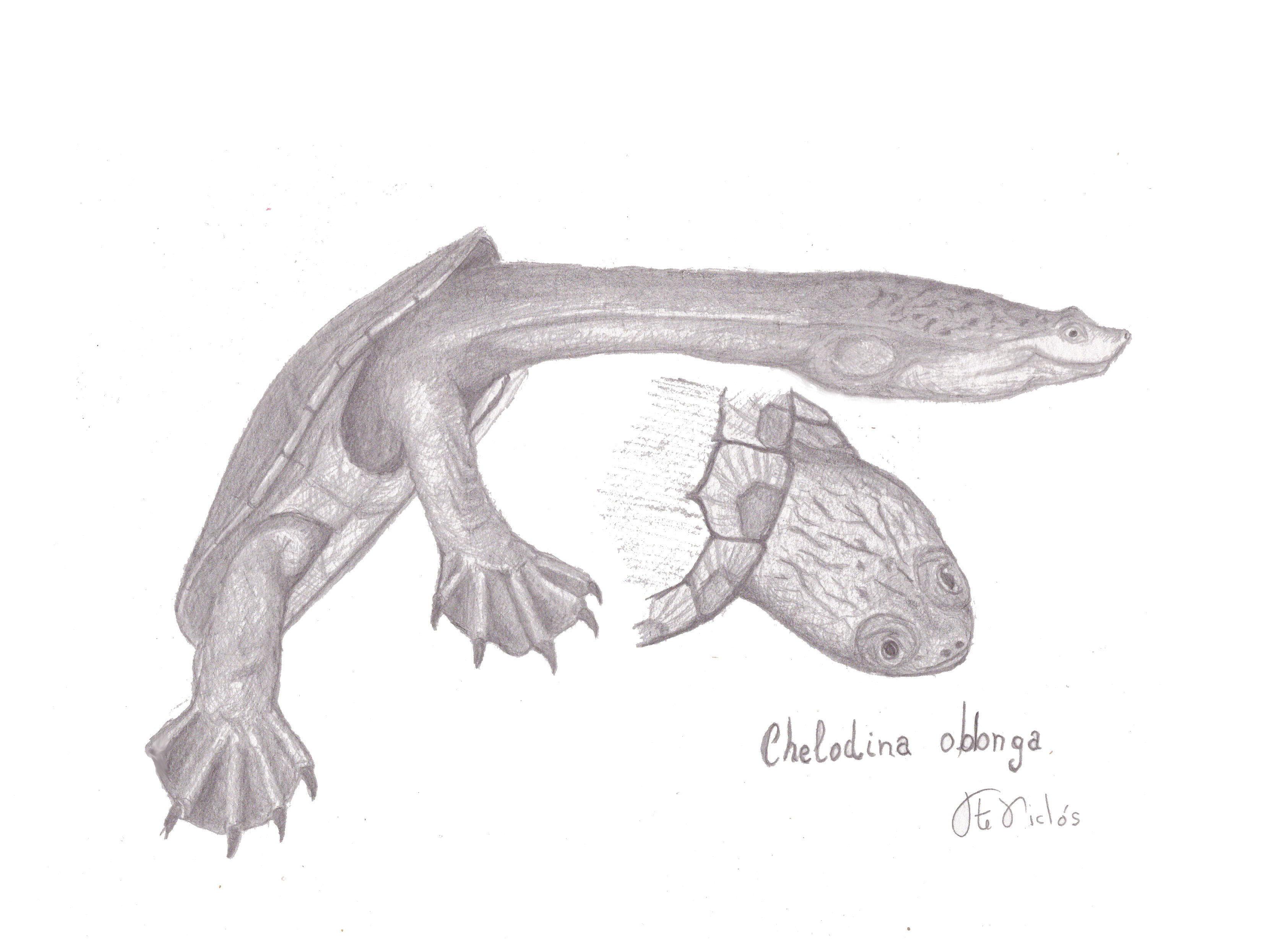
szkic żółwia i jego głowy